# Try your emotion
〈try your emotion〉(트라이 유어 이모션)은 w-inds.의 네 번째 싱글이다. 2002년 2월 20일 FLIGHT MASTER(포니 캐년)에서 발매하였다.

## 개요
w-inds.로서는 처음으로 올림픽 방송에 타이업된 곡이다. 이 싱글의 커플링곡(C/W)은 졸업 노래를 수록하고 있다.
뮤직 비디오에서는 첫 연기를 공개하였고, 감독은 SEP소속의 미야사카 마유미가 처음으로 담당하였다.
2월 10일에는 SHIBUYA-AX에서 추첨으로 당첨된 1700명을 초대하여 싱글 발매 이벤트를 개최하였다.
니혼TV 《솔트레이크 동계올림픽》 이미지 곡으로 사용되었으며, 또한 같은 방송국의 프로그램 《스포츠 우룩스》,《SPORT MAX》의 테마곡으로도 사용되었다.
초회한정반 특전
- w-inds. 오리지널 책갈피 (6종류 중 1종)

※보통의 3종류와 금색으로 가공한 레어 3종류가 존재한다. 나올 확률은 1/100이다.
세 번째 싱글까지 한정반 특전의 종류를 뚫려있는 구멍을 통해 보면서 고를 수 있었으나, 이 싱글부터는 완전 랜덤으로 봉입되어 있다.

## 수록곡
1. try your emotion
2. Graduation
3. try your emotion (MoFO☆NARUSE Remix)
4. try your emotion (Instrumental)

작사, 작곡, 편곡 : 하야마 히로아키
리믹스 : MoFO☆NARUSE (#3)

## 차트 성적
- 최고순위 2위 (오리콘)